# Bernard Dupriez
Pour les articles homonymes, voir Dupriez.
Bernard Dupriez, né le 9 juillet 1933 à Seraing dans la province de Liège en Belgique, est un linguiste, stylisticien et essayiste belge. Il a été enseignant à l'Université de Montréal au Québec à partir de 1961.
Il possède un doctorat en histoire de la pensée moderne à la Sorbonne et un doctorat d'État en stylistique à l'université de Strasbourg. 
Il est notamment l'auteur d'un gradus, un des dictionnaires de figures de style les plus complets. Le Gradus est doté d'exemples nombreux et souvent empruntés à la littérature contemporaine, et se signale par de fréquentes et remarquables discussions terminologiques sur les différences entre les traités de stylistique classiques.
Il est aussi l'auteur du volume à formations interactives Écrire, qui peut être utilisé conjointement avec son site Web. On retrouve sur celui-ci plusieurs formations et documentation que Dupriez offre, en particulier dans le cadre des cours qu'il offre à l'université de Montréal en tant que tuteur.

## Publications
- Fénelon et la Bible, Bloud et Gay, 1959.
- L'Étude des styles, 2e éd., Didier, 1971.
- Apprenez seul l'orthographe d'usage, éditions du Jour, 1966
- Apprenez seul l'orthographe grammaticale, éditions du Jour, 1966.
- Cours autodidactique de français écrit, Presse de l'Université de Montréal, 1976.
- Gradus : Les procédés littéraires (Dictionnaire), 10/18 (Union générale d'éditions), rééd. 2003  (ISBN 2264037091)
  - Traduction et adaptation par Albert Halsall : A Dictionnary of literary Devices, UTP, 1991
- Le Français enseigné sur mesure: apprivoiser la norme, Éd. du Conseil international de la langue française, 2000.